# Quartier Le Rêve
Pour plus de détails, voir Fiche technique et Distribution.
Quartier Le Rêve (Συνοικία το όνειρο, Synikia to oniro) est un film grec réalisé par Alekos Alexandrakis et sorti en 1961.
Film néoréaliste, tourné en décors naturels avec la population du bidonville où se déroule, il fut interdit par la censure.
Meilleure photographie et meilleur acteur dans un second rôle lors de la deuxième Semaine du cinéma grec de Thessalonique.

## Synopsis
Dans un quartier misérable d'Athènes, Assyrmatos, la population du bidonville survit de façon précaire en usant de toutes les combines et occasions. L'intrigue principale est centrée sur la lutte entre un chômeur, Rikos (Alekos Alexandrakis), tout juste sorti de prison et son propriétaire. La fiancée de Rikos est de son côté attirée par d'autres hommes. Rikos tente de créer une entreprise et fait faillite. Son associé se suicide. Les intrigues secondaires évoquent les amours, les drames et la vie quotidienne des habitants qui ne renoncent jamais à leurs rêves et sont capables de faire front de façon solidaire.

## Fiche technique
- Titre : Quartier Le Rêve
- Titre original : Συνοικία το όνειρο (Synikia to oniro)
- Réalisation : Alekos Alexandrakis
- Scénario : Tassos Livaditis (el) et Kostas Kotzias
- Production : « Production grecque » (Nazim Alchantef)
- Société de production :
- Directeur de la photographie : Dimos Sakellariou
- Montage : Antonis Dimitras
- Direction artistique : Tasos Zographos
- Costumes :
- Musique : Míkis Theodorákis
- Pays d'origine : Grèce
- Genre : drame social
- Format  : 35 mm noir et blanc
- Durée : 95 minutes
- Date de sortie : 1961

## Distribution
- Alekos Alexandrakis
- Aliki Georgouli (el)
- Manos Katrakis
- Alekos Petsos
- Vassílis Avlonítis

## Récompenses
- Semaine du cinéma grec 1961 (Thessalonique) : meilleur acteur dans un second rôle, meilleure photographie